# Oxyopes aglossus
Oxyopes aglossus es una especie de araña del género Oxyopes, familia Oxyopidae. Fue descrita científicamente por Chamberlin en 1929.
Habita en los Estados Unidos (Virginia, Tennessee, Carolina del Norte, Alabama, Misisipi, Luisiana, Texas).